# Alistair MacLean
Alistair Stuart MacLean (ur. 21 kwietnia 1922 w Glasgow, zm. 2 lutego 1987 w Monachium) – szkocki pisarz, autor wielu popularnych powieści o tematyce sensacyjnej, kryminalnej i wojennej. Znany także pod pseudonimem Ian Stuart.

## Życiorys
Urodził się w Glasgow w Szkocji jako drugi syn protestanckiego pastora, ale większość swojego dzieciństwa i młodości spędził w Daviot, 10 mil na południe od Inverness. Jego językiem ojczystym był gaelicki szkocki. Powrócił do Glasgow, gdzie ukończył Hillhead High School. W 1941 wstąpił do Royal Navy. W czasie II wojny światowej służył na krążowniku jako torpedysta (postać marynarza Ralstona z H.M.S. Ulisses jest oparta na przeżyciach autora). Podczas tej służby walczył na północnym Atlantyku, w Arktyce, na Morzu Śródziemnym oraz na Oceanie Indyjskim. Na niektórych z tych obszarów dzieje się akcja większości jego książek. Pisarz twierdził, że w 1945 dostał się do niewoli japońskiej i doznał ran w wyniku tortur – jego syn jednak udowodnił, że był to jego wymysł, a Alistair MacLean został ranny w wyniku wypadku podczas ćwiczeń na okręcie. Po zwolnieniu z wojska (1946) rozpoczął studia języka angielskiego na Uniwersytecie w Glasgow, które ukończył w 1953 i został nauczycielem.
Debiutował opowiadaniem Dileas w 1954, a następnie napisał powieść H.M.S. Ulisses, która stała się bestsellerem w 1955. We wczesnych latach sześćdziesiątych zdecydował się pisać pod pseudonimem Ian Stuart.

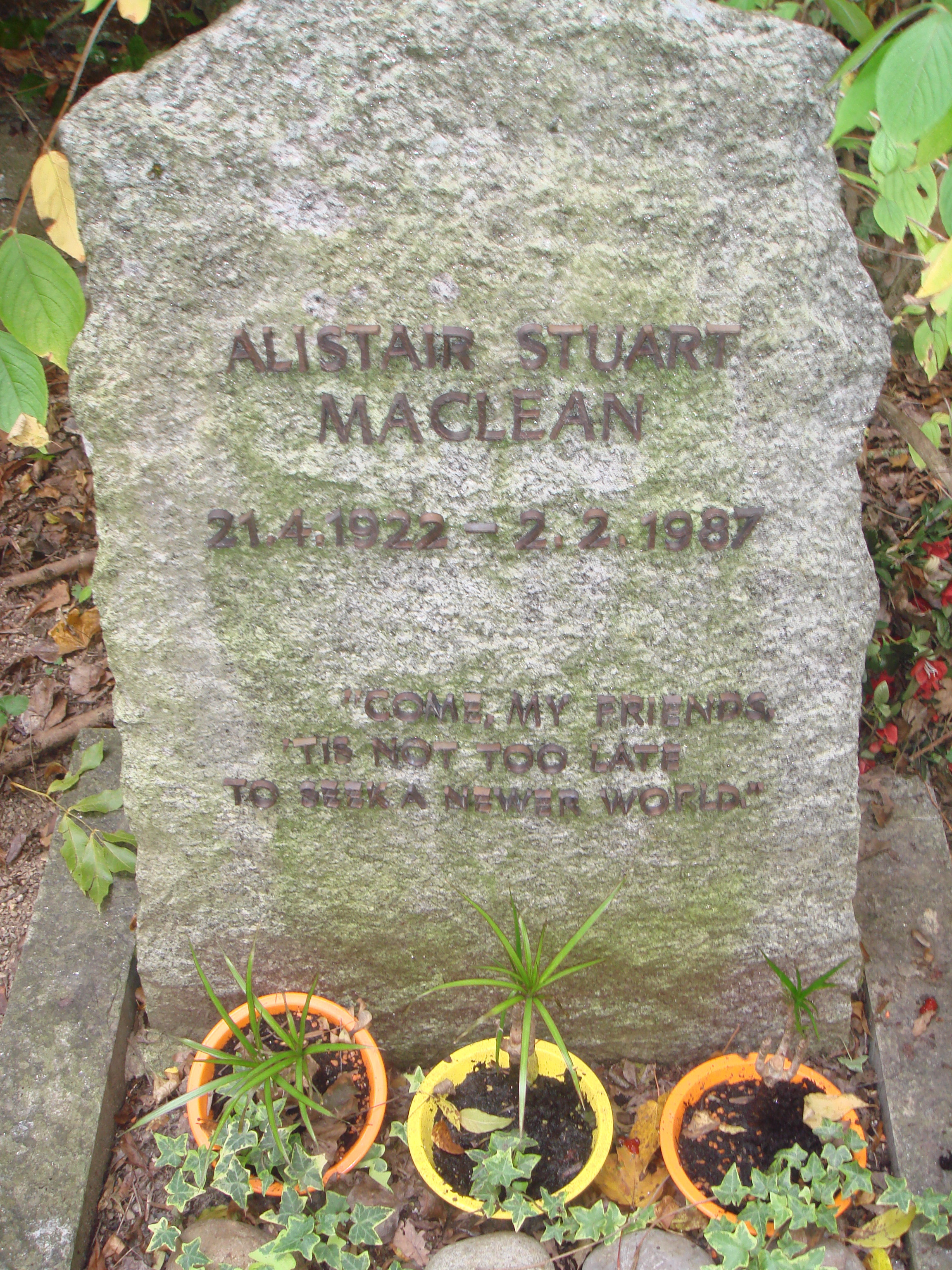
Grób pisarza w Céligny

Wiele z powieści MacLeana doczekało się ekranizacji, np. Działa Nawarony, Tylko dla orłów, Stacja arktyczna Zebra. Scenariusze do kilku z tych ekranizacji zostały stworzone przy udziale samego pisarza lub wyłącznie przez niego. Oprócz tego, jest on autorem kilku scenariuszy, które zostały później przerobione na powieści przez innych pisarzy.
W 1983 MacLean został uhonorowany doktoratem z literatury na Uniwersytecie w Glasgow. Został pochowany w Céligny (kanton Genewa), w Szwajcarii.
W 1992 w Polsce MacLeanowi przypisano autorstwo wydanej przez wrocławskie wydawnictwo Enigma książki „Krwawe pogranicze” (rzekomo wydanej w 1962 pod tytułem „Bloody Bordeland”). W rzeczywistości była to powieść Tadeusza Kosteckiego „Droga powrotna Płowego Jima” wydana w 1946 i nigdy nie wznawiana – wydawca korzystając z ówczesnej popularności książek MacLeana wykorzystał wtedy już prawie zapomnianą powieść, w której dokonał zmiany tytułu i autora.

## Styl autora
Głównymi bohaterami książek MacLeana są zwykli ludzie (czasem tylko zawodowo związani np. ze służbami specjalnymi), którzy są stawiani przed trudnościami nierzadko prowadzącymi ich na skraj wytrzymałości. Zwykle są oni cyniczni i zimni na zewnątrz, ale wewnątrz są zupełnie inni. Wiek bohaterów MacLeana to zazwyczaj 30–45 lat, często także mają oni za sobą ciężkie przeżycia. Czasami w otoczeniu głównego bohatera pojawia się postać o niemalże nadludzkiej wytrzymałości (fizycznej oraz psychicznej) i sile, którą otoczenie (w tym główny bohater) traktuje z respektem i szacunkiem – np. pierwszy oficer Carrington z H.M.S. Ulisses czy Andrea z Dział Nawarony. Czasami główny bohater mierzy się z przeciwnościami w niewielkiej grupie ludzi, w której zwykle pojawia się postać zdrajcy/wroga ujawnianego w decydującym momencie. Postacie kobiece u MacLeana pojawiają się w większości utworów. Charakteryzują się pewną biernością i ograniczonym udziałem w akcji, choć w decydujących momentach ujawniają swą siłę i aktywność. Pewnym wyjątkiem jest postać Susan Beresford ze Złotego rendez-vous, która cały czas jest aktywna i uczestniczy w akcji. Zwykle początkowo główny bohater odnosi się do postaci kobiecej obojętnie lub wręcz niechętnie (nierzadko z wzajemnością), ale w toku akcji nastawienie to zmienia się, tak że rozwija się uczucie prowadzące zwykle do propozycji małżeństwa składanej przez głównego bohatera pod koniec powieści (wyjątkiem jest Susan Beresford, która pierwsza oświadcza się). W niektórych utworach (Mroczny krzyżowiec, Lalka na łańcuchu) kobieta ginie, co staje się jednym z głównych motywów zemsty głównego bohatera na wrogach, oraz kolejnym bardzo ciężkim i negatywnym doświadczeniem życiowym. Ulubionym imieniem bohaterów MacLeana jest John w przypadku mężczyzn i Marie/Mary u kobiet.
Akcja większości książek MacLeana dzieje się w niesprzyjających warunkach zewnętrznych (Arktyka, Alpy zimą, silny sztorm etc.). Czasami rolę klimatu wspomaga umieszczenie akcji w zamkniętym otoczeniu (np. statek). Pisarz stara się bardzo wiernie faktograficznie i realistycznie opisywać miejsce akcji, jak również jej tło historyczne. Akcja książek MacLeana w większości przypadków nie wiązała się z odniesieniami do polityki współczesnej ich pisaniu (szczególnie Zimnej Wojny) – wyjątki to: Ostatnia granica, Stacja arktyczna Zebra, Cyrk i częściowo Mroczny krzyżowiec. Dzięki temu powieści te mogły być wydawane w PRL-u. MacLean unika nadmiernej ilości szczegółów technicznych (poza tymi niezbędnymi do wyjaśnienia przyczyny jakichś wydarzeń). W książkach MacLeana brak jest także seksu i romansu (pisarz uważał je za niepotrzebne spowalniacze akcji) – między bohaterem a postacią kobiecą dochodzi co najwyżej do pocałunków (pisarz tak rozgrywa akcję i przedstawia otoczenie, że oczywiste jest, że nie może dojść do niczego więcej), a uczucia okazują sobie prowadząc dialogi pełne humoru i „przekomarzania się”.
Książki MacLeana charakteryzują się szybką i dynamiczną fabułą, czasem poprzedzoną krótkim wstępem (dotyczy to szczególnie powieści wojennych, gdzie ów wstęp ma wprowadzić czytelnika w tło wydarzeń). Akcja powieści trwa krótko (przeważnie kilka dni) – manierą autora jest tytułowanie rozdziałów nazwą dnia tygodnia i podaniem pory dnia lub godzin. Autor posługuje się zwartym i precyzyjnym językiem, żywymi dialogami oraz ironicznym i sarkastycznym humorem obecnym w dialogach i czasem w narracji, jeśli ta prowadzona jest w pierwszej osobie (w większości książek prowadzona jest ona w trzeciej osobie). Język autora w późniejszym okresie, z uwagi na rozwój alkoholizmu, ulegał stopniowemu pogarszaniu.

## Twórczość
| Rok  | Tytuł                          | Tytuł oryginału                      | Uwagi                                       |
| ---- | ------------------------------ | ------------------------------------ | ------------------------------------------- |
| 1955 | „H.M.S. Ulisses”               | HMS Ulysses                          |                                             |
| 1957 | „Działa Nawarony”              | The Guns of Navarone                 |                                             |
| 1957 | „Na południe od Jawy”          | South by Java Head                   |                                             |
| 1959 | „Ostatnia granica”             | The Last Frontier                    | w USA The Secret Ways                       |
| 1959 | „Noc bez brzasku”              | Night Without End                    |                                             |
| 1961 | „Siła strachu”                 | Fear is the Key                      |                                             |
| 1961 | „Mroczny Krzyżowiec”           | The Dark Crusader                    | w USA The Black Shrike (jako Ian Stuart)    |
| 1962 | „Złote rendez-vous”            | The Golden Rendezvous                |                                             |
| 1962 | „Szatański wirus”              | The Satan Bug                        | jako Ian Stuart                             |
| 1962 | nie przetłumaczona             | All about Lawrence of Arabia         | nie beletrystyka                            |
| 1963 | „Stacja arktyczna Zebra”       | Ice Station Zebra                    |                                             |
| 1966 | „48 godzin”                    | When Eight Bells Toll                |                                             |
| 1967 | „Tylko dla orłów”              | Where Eagles Dare                    |                                             |
| 1968 | „Komandosi z Nawarony”         | Force 10 From Navarone               |                                             |
| 1969 | „Lalka na łańcuchu”            | Puppet on a Chain                    |                                             |
| 1970 | „Tabor do Vaccares”            | Caravan to Vaccarès                  |                                             |
| 1971 | „Wyspa Niedźwiedzia”           | Bear Island                          |                                             |
| 1972 | nie przetłumaczona             | Alistair MacLean Introduces Scotland | nie beletrystyka, redakcja Alastair Dunnett |
| 1972 | „Kapitan Cook”                 | Captain Cook                         | nie beletrystyka                            |
| 1973 | „Jedynym wyjściem jest śmierć” | The Way to Dusty Death               |                                             |
| 1974 | „Przełęcz Złamanego Serca”     | Breakheart Pass                      |                                             |
| 1975 | „Cyrk”                         | Circus                               |                                             |
| 1976 | „Złote wrota”                  | The Golden Gate                      |                                             |
| 1977 | „Wiedźma morska”               | Seawitch                             |                                             |
| 1978 | „Żegnaj Kalifornio”            | Goodbye California                   |                                             |
| 1980 | „Athabasca”                    | Athabasca                            |                                             |
| 1981 | „Rzeka śmierci”                | River of Death                       |                                             |
| 1982 | „Partyzanci”                   | Partisans                            |                                             |
| 1983 | „Śluza”                        | Floodgate                            |                                             |
| 1984 | „San Andreas”                  | San Andreas                          |                                             |
| 1985 | „Bezkresne morze”              | The Lonely Sea                       | zbiór opowiadań                             |
| 1986 | „Santoryn”                     | Santorini                            |                                             |

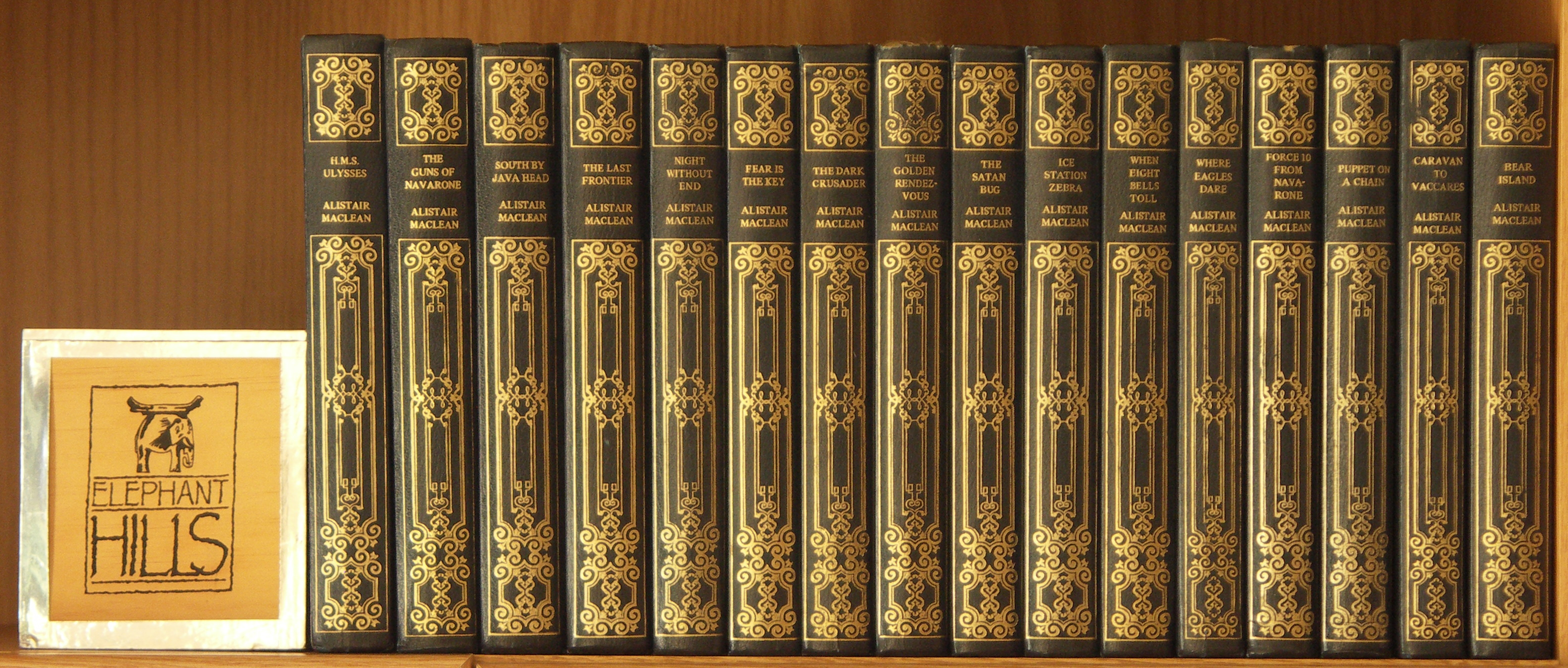
Książki autorstwa Alistaira MacLeana

Książki na podstawie szkiców i scenariuszy Alistaira MacLeana
| Rok  | Tytuł                                     | Tytuł oryginału           | Autor powieści    |
| ---- | ----------------------------------------- | ------------------------- | ----------------- |
| 1980 | „Wieża zakładników”                       | Hostage Tower             | John Denis        |
| 1981 | „Air Force 1 zaginął”                     | Air Force 1 is Down       | John Denis        |
| 1989 | „Pociąg śmierci”                          | Death Train               | Alastair MacNeill |
| 1989 | Straż nocna                               | Night Watch               | Alastair MacNeill |
| 1990 | Czerwony alarm                            | Red Alert                 | Alastair MacNeill |
| 1991 | Czas zabójców                             | Time of the Assassins     | Alastair MacNeill |
| 1992 | Śmiertelna pułapka                        | Dead Halt                 | Alastair MacNeill |
| 1992 | Złota dziewczyna                          | Golden Girl               | Simon Gandolfi    |
| 1993 | Łamacz kodów                              | Code Breaker              | Alastair MacNeill |
| 1993 | Złota sieć                                | Golden Web                | Simon Gandolfi    |
| 1994 | Złota zemsta                              | Golden Vengeance          | Simon Gandolfi    |
| 1995 | Złota wyspa                               | White Sands               | Simon Gandolfi    |
| 1995 | Szpiegowskie rendez-vous                  | Rendezvous                | Alastair MacNeill |
| 1996 | Straceńcy z Nawarony / Huragan z Nawarony | Storm Force from Navarone | Sam Llewellyn     |
| 1997 | Na celowniku                              | Prime Target              | Hugh Miller       |
| 1998 | Stan zagrożenia                           | Borrowed Time             | Hugh Miller       |
| 1998 | Piorun z Nawarony                         | Thunderbolt from Navarone | Sam Llewellyn     |

Filmy na podstawie scenariusza Alistaira MacLeana
| Rok  | Tytuł                   | Uwagi                        |
| ---- | ----------------------- | ---------------------------- |
| 1968 | Tylko dla orłów         | autor powieści i scenariusza |
| 1970 | Lalka na łańcuchu       | autor powieści i scenariusza |
| 1971 | 48 godzin               | autor powieści i scenariusza |
| 1975 | Przełęcz Złamanych Serc | autor powieści i scenariusza |

Pozostałe filmy
| Rok  | Tytuł                        | Uwagi            |
| ---- | ---------------------------- | ---------------- |
| 1961 | Tajne ścieżki                | autor powieści   |
| 1961 | Działa Navarony              | autor powieści   |
| 1965 | Szatański wirus              | autor powieści   |
| 1968 | Stacja arktyczna Zebra       | autor powieści   |
| 1972 | Siła strachu                 | autor powieści   |
| 1974 | Tabor do Vaccares            | autor powieści   |
| 1977 | Złote Rendezvous             | autor powieści   |
| 1978 | Komandosi z Navarony         | autor powieści   |
| 1979 | Wyspa Niedźwiedzia           | autor powieści   |
| 1980 | Wieża zakładników            | historia (szkic) |
| 1989 | Rzeka śmierci                | autor powieści   |
| 1993 | Pociąg śmierci               | historia (szkic) |
| 1995 | Jedynym wyjściem jest śmierć | autor powieści   |
| 1995 | Nocna straż                  | historia (szkic) |